# Angiolo Alebardi
Angiolo Alebardi (Seriate, 13 giugno 1883 – Bergamo, 21 gennaio 1969) è stato un pittore italiano.

## Biografia
Angiolo Alebardi nacque a Seriate il 13 giugno 1883, figlio di Venanzio, musicista e direttore d’orchestra sui velieri e sui piroscafi che giravano il mondo, morto precocemente a 33 anni. La madre, Barbara Belometti, era proprietaria dell’albergo Cervetta, a Seriate (ora negli stessi spazi è ospitata la locale casa di riposo).
Avviato giovanissimo alla pittura, frequentò la Scuola di pittura dell’Accademia Carrara di Bergamo studiando disegno con il maestro Ponziano Loverini e pochi anni dopo la Scuola dell’Accademia di Nudo a Roma.
Partecipò con successo alla VII Biennale di Venezia, esponendo una sola opera “Ritratto di bambina”, molto apprezzata. Conobbe così la città di Venezia, che diventò uno dei luoghi e dei soggetti preferiti della sua pittura, insieme alle montagne bergamasche di Vilmaggiore, alla Biennale di Venezia ritornerà in occasione della IX edizione con il Ritratto di Giovane Signora . In Val di Scalve il pittore si trasferì con la sua famiglia, negli anni della seconda guerra mondiale.
Morì a Bergamo, ultraottantenne, nel 1969: è sepolto nel cimitero di Seriate, nella tomba di famiglia. Il comune di Seriate gli ha dedicato, nel centenario della sua nascita, la piazzetta antistante il municipio.